# 米妥莫单抗
米妥莫单抗（INN：Mitumomab；开发代号：BEC-2）是一种小鼠抗独特型（anti-idiotypic）单克隆抗体，研究用于与卡介苗疫苗联合治疗小细胞肺癌。米妥莫单抗攻击肿瘤细胞，而卡介苗被认为可以激活免疫系统。米妥莫单抗是由ImClone和默克公司开发的。
第一个III期临床试验于1998年开始。2005年和2008年两次发表的结果显示，接受米妥莫单抗和卡介苗治疗的患者没有获益。